# SN 1997dx
SN 1997dx – supernowa typu Ia odkryta 29 października 1997 roku w galaktyce A013821-1243. W momencie odkrycia miała maksymalną jasność 22,50m.